# Кузкі (Опольське воєводство)
Кузкі (пол. Kózki) — село в Польщі, у гміні Павловички Кендзежинсько-Козельського повіту Опольського воєводства.
Населення — 191 особа (2011).

## Демографія
Демографічна структура станом на 31 березня 2011 року:
|          | Загалом | Допрацездатний вік | Працездатний вік | Постпрацездатний вік |
| -------- | ------- | ------------------ | ---------------- | -------------------- |
| Чоловіки | 105     | 27                 | 70               | 8                    |
| Жінки    | 86      | 14                 | 50               | 22                   |
| Разом    | 191     | 41                 | 120              | 30                   |